# Assassinat d'Andrei Kàrlov
La nit del 19 desembre 2016, va ser assassinat l'ambaixador rus a Turquia, Andrei Kàrlov, en una exposició d'art a Ankara, Turquia.
L'assassinat va tenir lloc després de diversos dies de protestes a Turquia sobre la implicació russa en la Guerra Civil siriana i la batalla sobre Alep, encara que els governs russos i turcs havien estat negociant un alto el foc.
L'assassí va ser identificat com Mevlüt Mert Altıntaş (Aydın, 24 de maig de 1994 – Ankara, 19 de desembre de 2016), un policia turc fora de servei, qui, després de disparar l'ambaixador, va cridar «Al·lahu àkbar, som els que han jurat lleialtat a Muhàmmad pel gihad, sempre que vivim. No oblideu Alep, no oblideu Síria. Llevat que les nostres províncies siguin segures, tampoc tastareu la seguretat. Quedeu-vos enrere, quedeu-vos enrere. Només la mort ens porta lluny d'aquí. Cada persona que hagi participat en aquesta crueltat ho pagarà.»
Altıntaş era un agent de policia turc que era fora de servei al moment de l'assassinat. Va graduar-se a l'Escola de Policia d'Esmirna el 2014. Havia estat acomiadat del departament de Policia, com milers d'agents, per la seva implicació en la temptativa de cop d'estat a Turquia de 2016. Després de l'assassinat va ser mort a trets per les forces de seguretat turques.